# A Yellowstone epizódjainak listája
Ez a cikk a Yellowstone című sorozat epizódjait tartalmazza.

## Évados áttekintés
| Évad | Évad | Epizódok | Eredeti sugárzás   | Eredeti sugárzás    | Eredeti adó       | Magyar sugárzás   | Magyar sugárzás    | Magyar adó        |
| Évad | Évad | Epizódok | Évadpremier        | Évadfinálé          | Eredeti adó       | Évadpremier       | Évadfinálé         | Magyar adó        |
| ---- | ---- | -------- | ------------------ | ------------------- | ----------------- | ----------------- | ------------------ | ----------------- |
|      | 1    | 9        | 2018. június 20.   | 2018. augusztus 22. | Paramount Network | 2019. április 13. | 2019. június 8.    | RTL Spike         |
|      | 2    | 10       | 2019. június 19.   | 2019. augusztus 28. | Paramount Network | 2020. október 1.  | 2020. október 29.  | Paramount Network |
|      | 3    | 10       | 2020. június 21.   | 2020. augusztus 23. | Paramount Network | 2023. február 14. | 2023. február 14.  | SkyShowtime       |
|      | 4    | 10       | 2021. november 7.  | 2022. január 2.     | Paramount Network | 2023. február 14. | 2023. február 14.  | SkyShowtime       |
|      | 5    | 14       | 2022. november 13. | 2024. december 15.  | Paramount Network | 2023. február 14. | 2024. december 19. | SkyShowtime       |

## 1. évad (2018)
| Sor. | Év. | Cím                                       | Rendező         | Író                                                                 | Premier                             | Nézettség   |
| ---- | --- | ----------------------------------------- | --------------- | ------------------------------------------------------------------- | ----------------------------------- | ----------- |
| 1.   | 1.  | Hajnal (Daybreak)                         | Taylor Sheridan | Történet: Taylor Sheridan és John Linson Tévéjáték: Taylor Sheridan | 2018. június 20. 2019. április 13.  | 2,83 millió |
| 2.   | 2.  | Elfojtott igazság (Kill the Messenger)    | Taylor Sheridan | Történet: Taylor Sheridan és John Linson Tévéjáték: Taylor Sheridan | 2018. június 27. 2019. április 20.  | 2,07 millió |
| 3.   | 3.  | Lassú elmúlás (No Good Horses)            | Taylor Sheridan | Taylor Sheridan                                                     | 2018. július 11. 2019. április 27.  | 2,17 millió |
| 4.   | 4.  | A fekete vonat (The Long Black Train)     | Taylor Sheridan | Taylor Sheridan                                                     | 2018. július 18. 2019. május 4.     | 1,89 millió |
| 5.   | 5.  | Hazatérés (Coming Home)                   | Taylor Sheridan | Taylor Sheridan                                                     | 2018. július 25. 2019. május 11.    | 1,95 millió |
| 6.   | 6.  | Az ellenségem ellensége (The Remembering) | Taylor Sheridan | Taylor Sheridan                                                     | 2018. augusztus 1. 2019. május 18.  | 2,10 millió |
| 7.   | 7.  | Viharfelhők (A Monster Is Among Us)       | Taylor Sheridan | Taylor Sheridan                                                     | 2018. augusztus 8. 2019. május 25.  | 2,08 millió |
| 8.   | 8.  | Végjáték 1. rész (The Unravelling Part 1) | Taylor Sheridan | Taylor Sheridan                                                     | 2018. augusztus 15. 2019. június 1. | 2,13 millió |
| 9.   | 9.  | Végjáték 2. rész (The Unravelling Part 2) | Taylor Sheridan | Taylor Sheridan                                                     | 2018. augusztus 22. 2019. június 8. | 2,37 millió |

## 2. évad (2019)
| Sor. | Év. | Cím                                                | Rendező        | Író                                           | Premier                               | Nézettség   |
| ---- | --- | -------------------------------------------------- | -------------- | --------------------------------------------- | ------------------------------------- | ----------- |
| 10.  | 1.  | Mennydörgés (A Thundering)                         | Ed Bianchi     | Taylor Sheridan és John Coveny                | 2019. június 19. 2020. október 1.     | 2,41 millió |
| 11.  | 2.  | Új kezdetek (New Beginnings)                       | Ed Bianchi     | Taylor Sheridan                               | 2019. június 26. 2020. október 1.     | 2,21 millió |
| 12.  | 3.  | A kétségbeesés pillanata (The Reek of Desperation) | Stephen Kay    | Taylor Sheridan                               | 2019. július 10. 2020. október 8.     | 2,28 millió |
| 13.  | 4.  | Csak az ördögök maradtak (Only Devils Left)        | Stephen Kay    | Brett Conrad és Taylor Sheridan               | 2019. július 17. 2020. október 8.     | 2,08 millió |
| 14.  | 5.  | Az ellenség érintése (Touching Your Enemy)         | John Dahl      | John Coveny, Ian McCulloch és Taylor Sheridan | 2019. július 24. 2020. október 15.    | 2,18 millió |
| 15.  | 6.  | Első vér (Blood the Boy)                           | John Dahl      | Brett Conrad és Taylor Sheridan               | 2019. július 31. 2020. október 15.    | 2,27 millió |
| 16.  | 7.  | Feltámadás napja (Resurrection Day)                | Ben Richardson | John Coveny, Ian McCulloch és Taylor Sheridan | 2019. augusztus 7. 2020. október 22.  | 2,31 millió |
| 17.  | 8.  | Szürkeség mögöttünk (Behind Us Only Grey)          | Ben Richardson | Brett Conrad és Taylor Sheridan               | 2019. augusztus 14. 2020. október 22. | 2,54 millió |
| 18.  | 9.  | Ellenségek hétfőnként (Enemies by Monday)          | Guy Ferland    | Taylor Sheridan és Eric Beck                  | 2019. augusztus 21. 2020. október 29. | 2,46 millió |
| 19.  | 10. | Az apa bűnei (Sins of the Father)                  | Stephen Kay    | Taylor Sheridan és Eric Beck                  | 2019. augusztus 28. 2020. október 29. | 2,81 millió |

## 3. évad (2020)
| Sor. | Év. | Cím                                                            | Rendező         | Író             | Premier                               | Nézettség   |
| ---- | --- | -------------------------------------------------------------- | --------------- | --------------- | ------------------------------------- | ----------- |
| 20.  | 1.  | Most már te vagy az indián (You're the Indian Now)             | Stephen Kay     | Taylor Sheridan | 2020. június 21. 2023. február 14.    | 4,23 millió |
| 21.  | 2.  | Már csak a szörnyetegek maradtak (Freight Trains and Monsters) | Stephen Kay     | Taylor Sheridan | 2020. június 28. 2023. február 14.    | 3,57 millió |
| 22.  | 3.  | Elfogadható lemondás (An Acceptable Surrender)                 | John Dahl       | Taylor Sheridan | 2020. július 5. 2023. február 14.     | 3,73 millió |
| 23.  | 4.  | Nem kellesz Montanának (Going Back to Cali)                    | John Dahl       | Taylor Sheridan | 2020. július 12. 2023. február 14.    | 3,55 millió |
| 24.  | 5.  | Cowboyok és álmodozók (Cowboys and Dreamers)                   | Christina Voros | Taylor Sheridan | 2020. július 19. 2023. február 14.    | 3,69 millió |
| 25.  | 6.  | Minden hiába volt (All for Nothing)                            | Christina Voros | Taylor Sheridan | 2020. július 26. 2023. február 14.    | 3,68 millió |
| 26.  | 7.  | A vallatás (The Beating)                                       | Guy Ferland     | Taylor Sheridan | 2020. augusztus 2. 2023. február 14.  | 3,63 millió |
| 27.  | 8.  | Ma megöltem egy embert (I Killed a Man Today)                  | Guy Ferland     | Taylor Sheridan | 2020. augusztus 9. 2023. február 14.  | 3,83 millió |
| 28.  | 9.  | Aljasabb a gonosznál (Meaner Than Evil)                        | Stephen Kay     | Taylor Sheridan | 2020. augusztus 16. 2023. február 14. | 3,99 millió |
| 29.  | 10. | Rózsaszín világ (The World Is Purple)                          | Stephen Kay     | Taylor Sheridan | 2020. augusztus 23. 2023. február 14. | 5,16 millió |

## 4. évad (2021-2022)
| Sor. | Év. | Cím                                                               | Rendező                   | Író             | Premier                              | Nézettség   |
| ---- | --- | ----------------------------------------------------------------- | ------------------------- | --------------- | ------------------------------------ | ----------- |
| 30.  | 1.  | Bárterápia (Half the Money)                                       | Stephen Kay               | Taylor Sheridan | 2021. november 7. 2023. február 14.  | 8,38 millió |
| 31.  | 2.  | Fantomfájdalom (Phantom Pain)                                     | Stephen Kay               | Taylor Sheridan | 2021. november 7. 2023. február 14.  | 7,84 millió |
| 32.  | 3.  | Csak téged látlak (All I See Is You)                              | Guy Ferland               | Taylor Sheridan | 2021. november 14. 2023. február 14. | 7,49 millió |
| 33.  | 4.  | Nyerünk vagy tanulunk (Winning or Learning)                       | Guy Ferland               | Taylor Sheridan | 2021. november 21. 2023. február 14. | 7,42 millió |
| 34.  | 5.  | Vörös lepel (Under a Blanket of Red)                              | Christina Alexandra Voros | Taylor Sheridan | 2021. november 28. 2023. február 14. | 7,89 millió |
| 35.  | 6.  | A példakép (I Want to Be Him)                                     | Christina Alexandra Voros | Taylor Sheridan | 2021. december 5. 2023. február 14.  | 7,28 millió |
| 36.  | 7.  | Tartsd közel az ellenségeidet! (Keep the Wolves Close)            | Taylor Sheridan           | Taylor Sheridan | 2021. december 12. 2023. február 14. | 7,54 millió |
| 37.  | 8.  | A gyáváknak nincs kegyelem (No Kindness for the Coward)           | Taylor Sheridan           | Taylor Sheridan | 2021. december 19. 2023. február 14. | 7,73 millió |
| 38.  | 9.  | Igazság nem létezik (No Such Thing as Fair)                       | Stephen Kay               | Taylor Sheridan | 2021. december 26. 2023. február 14. | 7,48 millió |
| 39.  | 10. | Fű nő az utcákon (Grass on the Streets and Weeds on the Rooftops) | Stephen Kay               | Taylor Sheridan | 2022. január 2. 2023. február 14.    | 9,34 millió |

## 5. évad (2022-2024)
| Sor. | Év. | Cím                                                                   | Rendező                   | Író             | Premier                               | Nézettség   |
| ---- | --- | --------------------------------------------------------------------- | ------------------------- | --------------- | ------------------------------------- | ----------- |
| 40.  | 1.  | Röpke száz év (One Hundred Years Is Nothing)                          | Stephen Kay               | Taylor Sheridan | 2022. november 13. 2023. február 14.  | 9,41 millió |
| 41.  | 2.  | Fájdalmas tapasztalatok (The Sting of Wisdom)                         | Stephen Kay               | Taylor Sheridan | 2022. november 13. 2023. február 14.  | 8,44 millió |
| 42.  | 3.  | Egy szép szál legény (Tall Drink of Water)                            | Christina Alexandra Voros | Taylor Sheridan | 2022. november 20. 2023. február 14.  | 8,03 millió |
| 43.  | 4.  | Otthon a mennyországban (Horses in Heaven)                            | Christina Alexandra Voros | Taylor Sheridan | 2022. november 27. 2023. február 14.  | 8,36 millió |
| 44.  | 5.  | Az összeterelés (Watch 'Em Ride Away)                                 | Christina Alexandra Voros | Taylor Sheridan | 2022. december 4. 2023. február 14.   | 7,61 millió |
| 45.  | 6.  | Cigi, whiskey, egy mező és te (Cigarettes, Whiskey, a Meadow and You) | Stephen Kay               | Taylor Sheridan | 2022. december 11. 2023. február 14.  | 7,89 millió |
| 46.  | 7.  | Nem én vagyok az álmod (The Dream Is Not Me)                          | Stephen Kay               | Taylor Sheridan | 2022. december 18. 2023. február 14.  | 7,72 millió |
| 47.  | 8.  | Családi titkok (A Knife and No Coin)                                  | Christina Alexandra Voros | Taylor Sheridan | 2023. január 1. 2023. február 14.     | 8,19 millió |
| 48.  | 9.  | Csak a vágy kell (Desire Is All You Need)                             | Christina Alexandra Voros | Taylor Sheridan | 2024. november 10. 2024. november 14. | 5,85 millió |
| 49.  | 10. | A változás apokalipszise (The Apocalypse of Change)                   | Christina Alexandra Voros | Taylor Sheridan | 2024. november 17. 2024. november 21. | 5,96 millió |
| 50.  | 11. | Csak téged látlak (Three Fifty-Three)                                 | Christina Alexandra Voros | Taylor Sheridan | 2024. november 24. 2024. november 28. | 6,29 millió |
| 51.  | 12. | Harci bátorság (Counting Coup)                                        | Christina Alexandra Voros | Taylor Sheridan | 2024. december 1. 2024. december 5.   | 6,49 millió |
| 52.  | 13. | Mindent odaadnék (Give The World Away)                                | Michael Friedman          | Taylor Sheridan | 2024. december 8. 2024. december 12.  | 6,93 millió |
| 53.  | 14. | Az élet ígérete (Life Is A Promise)                                   | Taylor Sheridan           | Taylor Sheridan | 2024. december 15. 2024. december 19. | 7,37 millió |